# Piotrkowska Manufaktura
Piotrkowska Manufaktura – założona w 1896 roku fabryka włókiennicza w Piotrkowie Trybunalskim przy ulicy Sulejowskiej 47a.

## Historia
Założona w 1896 roku przez spółkę Naftali Frumkin, Mendel Schlosberg i Lejba Wyszewański. Budynek Piotrkowskiej Manufaktury zaprojektował inż. Józef Majchrowski, a umiejscowiona w nim fabryka była tkalnią bawełny z 400 warsztatami oraz farbiarniami. Na początku swojej działalności Piotrkowska Manufaktura zatrudniała 150 osób, lecz już w 1901 roku liczebność załogi osiągnęła 442 osoby. W tym czasie wartość produkcji fabryki osiągała ponad pół miliona rubli. W 1911 roku budynki fabryki wykupiła spółka Poznański, Silberstein i Ska. W 1919 roku, przemianowana na Zakłady Włókiennicze – Piotrkowska Manufaktura „Bugaj”, zatrudniała 700 pracowników.
W czasie okupacji zakład został przejęty przez Niemców. W tym czasie produkowano w nim części do samolotów oraz baraki drewniane dla potrzeb wojska. W roku 1947 fabryka została upaństwowiona. Powstały Zakłady Przemysłu Bawełnianego „Sigmatex”.